# NGC 350
NGC 350 è una galassia lenticolare situata nella costellazione della Balena.
Fu scoperta il 27 settembre 1864 da Albert Marth.